# Young megye
Young megye az Amerikai Egyesült Államokban, azon belül Texas államban található. Megyeszékhelye és legnagyobb városa Graham. Lakosainak száma 17 867 fő (2020. április 1.). Young megye Archer, Throckmorton, Stephens, Palo Pinto, Jack és Baylor megyékkel határos.

## Népesség
A megye népességének változása:
| Lakosok száma | 18 528 | 18 340 | 18 299 | 18 341 | 18 270 | 17 867 |
|               | 2010   | 2011   | 2012   | 2013   | 2015   | 2020   |